# Ronny Philp
Ronny Philp (Sibiu, 28 gennaio 1989) è un ex calciatore rumeno naturalizzato tedesco, di ruolo difensore.

## Biografia
È nato in Romania ma possiede il passaporto tedesco.

## Carriera
Dal 2002 al 2008 gioca nel settore giovanile del Greuther Furth, con cui gioca poi per tre anni nella squadra riserve. Nella stagione 2011-2012 viene acquistato dallo Jahn Regensburg, con cui gioca 36 partite in 3. Liga, la terza serie tedesca. A fine stagione viene acquistato a titolo definitivo dall'Augusta, con cui gioca 5 partite nella squadra riserva e 4 partite in Bundesliga, la massima serie tedesca.